# 王嗣奭
王嗣奭 （1566年—1648年），字右仲，号于越，鄞县人，明朝政治人物。

## 生平
萬曆二十八年（1600年）庚子科浙江鄉試舉人，历任黄岩教谕、万历四十七年（1619年）任宣平教谕，改龙泉教谕。万历三十六年（1608年）丁憂居丧其间，开始研读杜诗，慨叹：“（少陵）未见有真知己”，“吾观自宋迄今，诸名家尸注老杜，字摹句剽，不遗余力矣”。崇祯六年（1633年），擔任四川涪州知府，因为得罪上司被罷官，家居浙江会稽。明亡後不仕，说“吾以此为薇，不畏饿也。”自比夷、齐。清兵南下，嗣奭坚拒不出。著有《杜臆》、《蜜娛齋集》。仇兆鳌说：“宋元以来，注家不下数百……各有所长，其最有发明者，莫若王嗣奭之《杜臆》。”

## 家族
曾祖王濬；祖王應侃；父王伯惟。母徐氏。娶徐氏，继娶丰氏。子道泰、道咸、道萃。